# Березајка
Березајка (рус. Березайка) река је на северозападу европског дела Руске Федерације која протиче преко територија Тверске и Новгородске области.
Отока је језера Березај на Валдајском побрђу, а притока реке Мсте (део басена реке Неве и Балтичког мора). Укупна дужина водотока је 150 km, а површина сливног подручја око 3.230 km². Просечан проток у доњем делу тока је 27 m³/s.
Најважније притоке су Валдајка и Кемка. Протиче кроз бројна мања језера (Холмско, Михајловско, Искровно, Пертешно, Селишче). Ширина речног корита нагло расте низводно од насеља Березајка, а потом протиче кроз југоисточне делове језера Пирос. По изласку из језера њено корито се сужава на до 40 метара ширине
Њене обале су обрасле густим шумама.